# أم خالد النميرية
أم خالد النميرية شاعرة في عصر صدر الإسلام في القرن 7، فُجعَت بولد لها سقط في إحدى المعارك، ودُفن بعيدًا عنها في الغربة فرثته بأبيات عدت من روائع أبيات الرثاء.